# Jolie de Vogue
Jolie de Vogue fue una marca de cosméticos colombiana fundada en 1982 por María Cortés y Roberto Chaves en la ciudad de Bogotá.

## Historia
La barranquillera María Cortés fundó en 1955, junto con su esposo Roberto Chaves, el Laboratorio de Cosméticos Vogue. Con una producción inicial de 10000 esmaltes para uñas, la microempresa empezó a desarrollar otro tipo de productos como lápices para ojos, removedores de esmalte y cremas humectantes. Finalmente en 1982 la empresa adquirió el nombre Jolie de Vogue, convirtiéndose en patrocinador oficial del Concurso Nacional de Belleza hasta 2016. Luego de algunas malas inversiones, llegaron dificultades financieras que dejaron a la empresa al borde de la liquidación en la década de 1990, siendo superadas en su totalidad en el año 2009.

### Actualidad
En 2012 la multinacional cosmética francesa L’Oréal adquirió la empresa. La marca fue discontinuada en el 2020 para dar prioridad a los cosméticos Vogue.